# Рекет (п'єса)
«Рекет» (англ. The Racket) — бродвейська драма 1927 року на три дії американського драматурга Бартлетта Кормека, спродюсована Александром МакКейгом. Було зіграно 119 вистав у період з 22 листопада 1927 року до березня 1928 року в театрі Амбасадор. Едвард Г. Робінсон зіграв в головній ролі гангстера і згодом часто виконував подібні ролі. П'єса увійшла в добірку Кращі п'єси 1929—1928 рр. театрального Бернса Мантла.
Згодом, п'єса була адаптована для зйомок німого повнометражного фільму під назвою Рекет в 1928 році та рімейку нуар-фільму Рекет у 1951 році з Робертом Мітчемом у головній ролі.

## У ролях
- Джон Кромвел[en] — Капітан Макквігг
- Едвард Г. Робінсон — невідомий чоловік
- Едвард Еліску[en] — Джо
- Норман Фостер[en] — Дейв Еймс
- Гаррі Маккой[en] — Турк
- Віллард Робертсон[en] — Пратт
- Ральф Адамс — Сем Мейер
- Ромен Календар — асистент державного адвоката Велч
- Джек Кліффорд — Кларк
- Маріон Коуклі — Ірен Гейс
- Г. Пат Коллінз — патрульний Джонсон
- Гаррі Інгліш — лейтенант Гілл
- Майк Фланаган — патрульний
- Луї Фрогофф — Олдерман Кубласек
- Мал Келлі — сержант Салліван
- Фред Ірвінг Льюїс — детектив сержант Делані
- Г'ю О'Коннелл — Міллер
- Чарльз О'Коннор — патрульний
- Чарльз Пейтон — Глік
- К. Е. Сміт — сержант Шмідт